# Pimoa guiqing
Pimoa guiqing (лат.) — вид пимовых пауков рода Pimoa (Pimoidae). Название дано по месту нахождения (Mt. Guiqing).

## Распространене
Китай, Ганьсу (Tianshui, Wushan County, Mt. Guiqing, 34,65°N, 104,49°E, на высоте 1922 м).

## Описание
Мелкие пауки, длина тела около 6 мм. Карапакс самок желтоватый; грудная ямка и радиальные борозды отчетливые; стернум жёлтый; брюшко проксимально желтоватое с сероватыми поперечными перевязями; ноги буроватые, без петель. Эпигинум треугольный; брюшная пластинка широкая, длина почти равна ширине; спинная пластинка язычковидная, с загнутым дистально кончиком, длина примерно равна ширине; копулятивные отверстия отчетливые; сперматеки круглые, неразделенные; протоки оплодотворения жёлтые, ориентированные латерально. Сходен с видами P. binchuanensis. Вид был впервые описан в 2021 году китайским арахнологами Xiaoqing Zhang и Shuqiang Li (Institute of Zoology, Chinese Academy of Sciences, Пекин, Китай) по материалам из Китая.